# Quezon (Palauã)
Quezon é um município de primeira classe de renda municipal (d) na província de Palauã, nas Filipinas. De acordo com o censo de 1 de maio  de  2020 possui uma população de 65 283 pessoas e 16 206 domicílios.